# USS Lamberton (DD-119)
USS Lamberton (DD-119)/(DMS-2) là một tàu khu trục thuộc lớp Wickes của Hải quân Hoa Kỳ trong giai đoạn Chiến tranh Thế giới thứ nhất, sau cải biến thành tàu kéo mục tiêu AG-21 rồi thành tàu quét mìn hạng nhẹ DMS-2, và tiếp tục phục vụ trong Chiến tranh Thế giới thứ hai. Nó là chiếc tàu chiến duy nhất của Hải quân Hoa Kỳ được đặt tên theo Chuẩn đô đốc Benjamin P. Lamberton.

## Thiết kế và chế tạo
Lamberton được đặt lườn vào ngày 1 tháng 10 năm 1917 tại xưởng tàu của hãng Newport News Shipbuilding and Drydock Company ở Newport News, Virginia. Nó được hạ thủy vào ngày 30 tháng 3 năm 1918, được đỡ đầu bởi cô Isabell Stedman Lamberton, cháu nội Đô đốc Lamberton, và được đưa ra hoạt động vào ngày 22 tháng 8 năm 1918 dưới quyền chỉ huy của Hạm trưởng, Thiếu tá Hải quân Frank L. Slingluff.

## Lịch sử hoạt động

### Giữa hai cuộc thế chiến
Sau chuyến đi chạy thử máy tại vùng biển Caribe, Lamberton gia nhập Hạm đội Đại Tây Dương để thực tập cơ động ngoài khơi quần đảo Azores vào mùa Xuân năm 1919. Được điều về Hạm đội Thái Bình Dương mới được thành lập, chiếc tàu khu trục khởi hành từ Hampton Roads vào ngày 19 tháng 7 và đi đến San Diego vào ngày 7 tháng 8.
Đặt căn cứ tại San Diego, Lamberton hoạt động dọc theo bờ Tây Hoa Kỳ từ tháng 8 năm 1919 đến tháng 6 năm 1922. Nó tham gia các cuộc thực tập cơ động và thử nghiệm phát triển chiến thuật hải quân. Con tàu được cho xuất biên chế tại San Diego vào ngày 30 tháng 6 năm 1922 và được đưa về lực lượng dự bị.
Lamberton được tái biên chế trở lại vào ngày 15 tháng 11 năm 1930 dưới quyền chỉ huy của Thiếu tá Hải quân S. N. Moore. Tiếp tục hoạt động dọc theo bờ Tây, nó thực hiện các cuộc thực tập huấn luyện trong gần hai năm trước khi được tái xếp lớp với ký hiệu lườn AG-21 vào ngày 16 tháng 4 năm 1932 và được cải biến thành một tàu kéo mục tiêu. Từ năm 1933 đến năm 1940, nó hoạt động ngoài khơi San Diego, kéo mục tiêu cho các cuộc thực tập tác xạ của tàu nổi, tàu ngầm và máy bay, một vai trò mang lại kết quả trong chiến tranh. Nó cũng tham gia các cuộc thực tập quét mìn thử nghiệm tại vùng bờ Tây, và được tái xếp lớp với ký hiệu lườn DMS-2 vào ngày 19 tháng 11 năm 1940.

### Thế Chiến II
Sau khi được điều đến Trân Châu Cảng vào ngày 11 tháng 9 năm 1941, Lamberton lại tiếp tục vai trò kéo mục tiêu và tuần tra chống tàu ngầm tại vùng biển quần đảo Hawaii. Khi máy bay của Hải quân Đế quốc Nhật Bản tấn công Trân Châu Cảng vào ngày 7 tháng 12 năm 1941, nó đang hộ tống tàu tuần dương hạng nặng Minneapolis đi đến Oahu. Sau cuộc tấn công, nó quay trở lại cảng để quét mìn. Trong bảy tháng tiếp theo, nó tiếp tục vai trò tuần tra ngoài khơi vùng biển Hawaii.
Rời Trân Châu Cảng ngày 11 tháng 7 năm 1942, Lamberton di chuyển lên phía Bắc, đi đến Kodiak, Alaska bảy ngày sau đó. Chiếc tàu quét mìn cao tốc thực hiện nhiệm vụ tuần tra và hộ tống tại vùng biển Bắc Thái Bình Dương băng giá trong thời gian diễn ra Chiến dịch quần đảo Aleut. Đến giữa tháng 5 năm 1943, nó hộ tống đội đặc nhiệm đưa lực lượng tăng cường cho lượt đổ bộ thứ hai lên vịnh Massacre thuộc đảo Attu. Lamberton tiếp tục nhiệm vụ tuần tra cho đến cuối tháng 6, khi nó lên đường đi vịnh Kuluk.
Chiếc tàu quét mìn cao tốc sau đó lên đường đi San Diego, đến nơi vào ngày 23 tháng 7. Trong suốt thời gian còn lại trong chiến tranh, nó thực hiện nhiệm vụ kéo mục tiêu thực hành ngoài khơi bờ Tây và Trân Châu Cảng. Lamberton được tái xếp lớp trở lại ký hiệu lườn AG-21 vào ngày 5 tháng 6 năm 1945, và sau khi Nhật Bản đầu hàng, nó hoạt động ngoài khơi San Diego như một tàu phụ trợ. Lamberton được cho ngừng hoạt động tại Bremerton, Washington vào ngày 13 tháng 12 năm 1946, và bị bán cho hãng National Metal and Steel Corporation ở đảo Terminal, Los Angeles, California vào ngày 9 tháng 5 năm 1947 để tháo dỡ.
Diễn viên Ernest Borgnine từng phục vụ trên tàu khu trục Lamberton trong chiến tranh.

## Phần thưởng
Lamberton được tặng thưởng một Ngôi sao Chiến trận do thành tích phục vụ trong Thế Chiến II.